# Sanjay Sharma
Sanjay Sharma (født 1969 i New Delhi i Indien) alias Juan Carlos Clasen og andre falske identiteter, idømtes 26. juni 2001 af et nævningeting i Vestre Landsret livsvarigt fængsel for dobbeltdrab på sin 22-årige grønlandsk-fødte hustru Carla Clasen og hendes knap 3-årige datter Natuk, begået mellem 9. og 12. oktober 1999, i et sommerhus med adressen Norske Fjelde 9 på Fanø.
Ligene blev 8. februar 2000 fundet nedgravet i klitterne omkring sommerhuset.
Carla var død af flere kraniebrud efter voldsomme slag mod hovedet og datteren blev fundet med sand i munden og var formentlig kvalt.
Ægtemanden efterlystes gennem Interpol og ved hjælp af fingeraftryk afgivet ved indrejse i Canada kort efter drabene, sporedes manden til USA, hvor han på Long Island i New York anholdtes 18. maj 2000 af FBI.
Kort efter udleveredes han til Danmark, hvor han varetægtsfængsledes i Esbjerg og senere i Horsens.
Sanjay Sharma bedyrede sin uskyld, men nævningetinget fandt ham skyldig i de 2 drab med straffen livsvarigt fængsel. Strafudmålingen stadfæstedes 5. november 2001 af Højesteret.
Under den danske retsforfølgelse sås bort fra Sanjay Sharmas fortid og flugt fra 15 måneders fangenskab i Indien, hvor han var sigtet for medgiftsdrab på sin tidligere hustru Razi Singh under et ferieophold i Østrig. Hun døde af elektrisk stød i et badekar, et forhold han afviste som et uheld.

## Eksterne links
| - Drabssager 1999 Arkiveret 29. november 2014 hos Wayback Machine - drabssageridanmark.beboer2650.dk - Sydamerikaner mistænkes for Fanø-drab - Jyllands-Posten 11. februar 2000 - 2-årig blev kvalt i sand - BT 11. februar 2000 - Juan Carlos gemte sig på Christiania - BT 12. februar 2000 - Drabsmistænkt bliver udleveret - BT 24. maj 2000 - Elforbrug fælder drabssigtet (Webside ikke længere tilgængelig) - Jydske Vestkysten 26. september 2000 - Baggrund: Mystiske dødsfald i inders kølvand - Jyllands-Posten 26. december 2000 | - Statsadvokatens portræt af en skrupelløs mand (Webside ikke længere tilgængelig) - Jydske Vestkysten 15. juni 2001 - Sov hos bøsse-venner på sin bryllupsnat - Ekstra Bladet 19. juni 2001 - Livstid for dobbeltdrab på Fanø - Jyllands-Posten 26. juni 2001 - Livstid for drab på mor og datter - BT 26. juni 2001 - Indisk sag holdt ude af drabssag fra Fanø - BT 27. juni 2001 - Dom for Fanø-mord stadfæstet - BT 5. november 2001 - Fanø-morderen kan øjne prøveløsladelse - Sermitsiaq 7. marts 2012 |